# For frihed og ret
For frihed og ret er en dansk film fra 1949, instrueret af Svend Methling efter manuskript af Leck Fischer. Denne film kaldes også Grundlovsfilmen.

## Medvirkende
- Ebbe Rode
- Angelo Bruun
- Mogens Wieth
- Svend Methling
- Karen Berg
- Kai Holm
- Johannes Meyer
- Pouel Kern
- Henry Skjær
- Gunnar Lauring
- Elith Pio
- Helle Virkner
- Albert Luther
- Jakob Nielsen
- Victor Montell
- Peter Poulsen
- Johannes Fønss
- Valdemar Skjerning
- Aage Redal
- Carl Heger
- Einar Juhl
- Vera Gebuhr
- Martin Hansen
- Palle Huld
- Poul Reumert
- Ellen Malberg
- Ib Schønberg
- Ejner Federspiel
- Sigurd Langberg
- Aage Fønss
- Rasmus Christiansen
- Bjarne Forchhammer
- Eigil Reimers
- Børge Møller Grimstrup
- Bjørn Watt Boolsen
- Asbjørn Andersen
- Aage Winther-Jørgensen
- Carl Johan Hviid
- Aage Foss
- Valsø Holm
- Gunnar Strømvad
- Torkil Lauritzen
- Birgitte Federspiel
- Viggo Brodthagen
- Henry Nielsen
- Louis Miehe-Renard
- Bodil Lindorff